# Лонгин (Жар)
Митрополит Ло́нгин (в миру Жар Михайло Васильович; 19 серпня 1965) — архієрей УПЦ  (2012) з титулом «митрополит Банченський», вікарій Чернівецько-Буковинської єпархії УПЦ (МП). З 2008 року — намісник Вознесенського Банченського чоловічого монастиря. За даними OSINT-розслідування групи Molfar є громадянином Росії.
Відомий громадський діяч і церковний будівничий, засновник і керівник дитячого притулку при монастирі в Молниці[джерело?]. Має державне звання Герой України (2008).

## Біографія
Михайло Васильович Жар народився 19 серпня 1965 року в селі Петрашівка Герцаївського району Чернівецької області. В дитинстві став сиротою. У 1971–1981 роках вчився в Петрашівській середній школі.
У 1984 році одружився з Лілією Соломією. Через рік в них народився син Володимир, у 1987 році — Михайло, у 1989 — дочка Марія.
18 січня 1990 року в Миколаївській церкві в Чернівцях єпископом Чернівецьким Антонієм (Москаленком) висвячений на диякона. Наступного дня, на Богоявлення, висвячений на священика і призначений настоятелем Церкви святої Параскеви в Підвальному, Церкви Різдва Пресвятої Богородиці в Боянах і Церкви святої Параскеви в Банченах.
У 1991–1995 роках вчився на заочному секторі Ново-Нямецької духовної семінарії.
У 1992 році всиновив двох дітей, один з яких мав дитячий церебральний параліч. Згодом взяв на виховання ще двох, а потім ще десять дітей: так утворився сімейний дитячий будинок.
30 квітня 1996 року секретарем Чернівецької єпархії архімандритом Мелетієм (Єгоренком) пострижений в чернецтво з іменем «Лонгин» на честь мученика Лонгина Сотника. З 1996 року отець Лонгин, з благословіння Священного Синоду, керував будівництвом в Банченах Вознесенського чоловічого монастиря і дитячого притулку при ньому, перенесеному з 2002 року в село Молниця. З 1999 року отець очолив будівництво жіночого монастиря на честь Боянської ікони Божої Матері в Боянах.
З 2002 року навчався в Чернівецькому православному богословському інституті, який закінчив у 2007 році.
16 червня 2008 року призначений Священним Синодом намісником Банченського монастиря зі зведенням у сан архімандрита.
Рішенням Священного Синоду від 8 травня 2012 року призначений єпископом Банченським, вікарієм Чернівецької єпархії. 22 травня, в день пам'яті святого Миколая, за Службою Божою в соборному храмі київського Пантелеймонівського монастиря в Феофанії митрополитами Київським і всієї України Володимиром, Кишинівським і всієї Молдови Володимиром, Чернівецьким і Буковинським Онуфрієм, Вишгородським і Чорнобильським Павлом, Тернопільським і Кременецьким Сергієм, Овруцьким і Коростенським Віссаріоном, Почаївським Володимиром, архієпископами Хустським і Виноградівським Марком, Білоцерківським і Богуславським Митрофаном, Бориспільським Антонієм, Кам'янець-Подільським і Городоцьким Феодором, Львівським і Галицьким Августином, Харківським і Богодухівським Онуфрієм, Яготинським Серафимом, Переяслав-Хмельницьким і Вишневським Олександром, Городницьким Олександром, єпископами Сєвєродонецьким і Старобільським Агапітом, Хотинським Мелетієм, Ніжинським і Прилуцьким Іринеєм, Макарівським Іларієм, Івано-Франківським і Коломийським Пантелеймоном, Васильківським Пантелеймоном, Броварським Феодосієм та Обухівським Іоною висвячений на єпископа Банченського.

## Скандали і критика
Згідно з офіційною інформацією, єпископ Лонгін у 1990 році був висвячений на священника, а в 1996 році прийняв чернечий постриг з ім'ям Лонгин. Незважаючи на це, тривалий час на офіційних сайтах УПЦ (МП) і РПЦ священнослужитель помилково іменувався протоієреєм Михайлом Жаром. Монашество о. Лонгина було негласним і, як припускають, йшло від поширеної в консервативних церковних колах традиції «таємного чернецтва». Традиція була особливо поширена за радянських часів, а сьогодні залишається пережитком минулого і критикується вищим священноначаллям РПЦ.
У 2005 р. священник Михайло Жар (він же ієромонах Лонгин) опинився в центрі конфлікту, після того як самовільно викопав тіло свого брата на сільському кладовищі і перепоховали на території свого монастиря. Дружина і діти покійного домагалися в міліції і прокуратурі повернути тіло на місце першого поховання.
Незважаючи на активну благодійну діяльність щодо дітей-сиріт, єпископ Лонгин критикувався експертами і волонтерами за невиправдану гігантоманію в усиновленні дітей. Зокрема, в 2013 р. на Всеукраїнському круглому столі «Збереження традиційних сімейних цінностей в Україні» головний редактор видання «Релігія в Україні» Сергій Штейніков поставив під сумнів популяризацію деяких проєктів сімейного влаштування дітей-сиріт. На його думку, окремі форми організації закладів для дітей-сиріт не можуть служити зразком для наслідування, оскільки націленість на величезну кількість дітей в одній прийомній сім'ї не дозволяє приділяти їм достатньої уваги з боку батьків, а в разі Банченського проєкту діти фактично мають одного батька, до того ж ченця, що суперечить добре зарекомендованим «малим» формам будинків сімейного типу з наявністю двох звичайних батьків.
Єпископ Лонгин перебував у приятельських стосунках з представниками режиму Віктора Януковича. Ще у 2004 р. священнослужитель агітував за нього в церкви, зазначаючи в своїх проповідях, що після перемоги Віктора Ющенка в Україні може «початися війна». Пізніше священик Михайло Жар покаявся перед новою владою і Віктором Ющенком за свої слова через ЗМІ. У 2014 р., після втечі Януковича з України та порушення проти його оточення кримінальних справ, єпископ Лонгин зробив декілька гучних заяв, зокрема на сайті берлінської парафії РПЦЗ (МП) єпископ Лонгин прямо звинуватив керівництво держави у розв'язанні війни, публічно назвав керівників України «проклятими» і «слугами сатани», проклинав Захід та Америку.
У вересні 2019 року Лонгин заявив, що не благословляє йти на війну — в АТО, а також: «Я ніколи не буду згадувати на Божественній літургії цих проклятих керівників нашої країни, цих невіруючих, які не мають страху Божого, які сидять в кріслах і роздають накази про вбивства».
У березні 2016 р. єпископ Лонгин, керуючий Банченського вікаріатства Чернівецько-Буковинської єпархії УПЦ (МП), один з найближчих соратників предстоятеля УПЦ (МП) митрополита Онуфрія, провів збори духовенства і мирян, які засудили церковну політику патріарха РПЦ Кирила як «зрадницьку» щодо православ'я, бо той зустрівся 12 лютого 2016 р. в Гавані з папою Римським Франциском, а крім цього обговорював з предстоятелями інших помісних церков можливу участь РПЦ у Всеправославному соборі, який був запланований на кінець травня — початок червня 2016 року. На цих зборах і надалі Лонгин звинувачував патріарха Кирила в тому, що той став на «шлях антихриста», відмовився поминати Кирила за богослужінням на літургії, заявляв, що голова Відділу зовнішніх церковних зв'язків (ВЗЦЗ) Московського Патріархату митрополит Іларіон Алфєєв теж «служитель антихриста», патріарх Кирил — «єретик», а його вчитель митрополит Никодим Ротов «здох як собака».
23 березня 2016 єпископ Лонгин увійшов до міжнародної антисоборної коаліції, спрямованої проти Всеправославного собору, оскільки очікував на ньому спробу «розширити канонічні і харизматичні кордони Церкви і надати інослав'я статус церковності».
У травні-червні 2017 р. оточення єпископа Лонгина поширювало через церковні ресурси інформацію про те, що єпископ Лонгин був «отруєний і чекав смерті», але «дивом зцілився» — замах на життя архієрея пов'язувалося з тим, що 5 березня 2017 року, на свято Торжества православ'я, єпископ Лонгин піддав анафемі «єресі» екуменізму, міжрелігійного синкретизму, Великого Православного Собору на Криті 2016 року, масонства і навіть франкмасонства. За словами священника Дмитра Ненарокова, єпископ Лонгин оголосив, що «прощає своїх убивць і знову благословляє всіх нас на подвиг сповідництва».
У 2018 р. з проповіді єпископа Лонгина стало відомо, що він виховує у дітях-сиротах фобію до електронних документів, обіцяє «кару Господню» парламенту України, а можливу автокефалію Української церкви оголосив «церквою антихриста».
У березні 2021 р. в Герцаївському районі Чернівецької області, де веде просвітницьку діяльність Банченський монастир на чолі з єпископом Лонгином, абсолютна більшість медиків районної лікарні відмовилася від щеплення проти коронавірусу, посилаючись на релігійні переконання — при цьому в соціальних мережах УПЦ (МП) поширювався вислів Лонгина про те, що «потужною вакциною» проти коронавірусу є «святе причастя», яке «вбиває будь-яку інфекцію».

## Нагороди
- Звання Герой України з врученням ордена Держави (24 листопада 2008) — за визначні особисті заслуги перед Україною у реалізації державної політики соціального захисту дітей-сиріт та дітей, позбавлених батьківського піклування, багаторічну благодійницьку діяльність[3]
- Орден «За заслуги» III ступеня (20 січня 2006) — за вагомий особистий внесок у соціально-економічний і духовний розвиток регіону, вагомі трудові здобутки та з нагоди Дня Соборності України[22]
- Відзнака Президента України — ювілейна медаль «20 років незалежності України» (19 серпня 2011) — за значний особистий внесок у соціально-економічний, науково-технічний та культурно-освітній розвиток Української держави, вагомі трудові здобутки та багаторічну сумлінну працю[23]
- Премія «Гордість країни 2009» в номінації «сімейна історія»[24]
- Нагорода «Народний благодійник» Національного конкурсу «Благодійна Україна — 2012»[25]

### Церковні
- Орден преподобного Нестора Літописця II ступеня (29 вересня 2004)
- Орден святого рівноапостольного князя Володимира II ступеня (29 вересня 2009)
- Орден святого рівноапостольного князя Володимира III ступеня (Російська православна церква, 29 серпня 2011)